# FK Spartak 1911 Debeljača
FK Spartak 1911 Debeljača (Spartak, Spartak 1911; srpski ФК Спартак Дебељача) je nogometni klub iz Debeljače, općina Kovačica, Južnobanatski okrug, Vojvodina, Republika Srbija. 
 
U sezoni 2017./18. klub se natječe u Drugoj južnobanatskoj ligi "Zapad" – skupina "Sjever", ligi šestog stupnja nogometnog prvenstva Srbije.

## O klubu
Klub je osnovan 1911. godine od strane studenata pod nazivom TTE. Od 1920. do 1936. godine igra pod nazivom DSK. Od 1936. godine nosi naziv Sparta. Klub je djelovao i za vrijeme Drugog svjetskog rata. Po završetku rata klub dobiva naziv FK Spartak. Od sezone 2014./15. djeluje i pod nazivom Spartak 1911.

## Uspjesi

### Srbija
Druga Južnobanatska liga – Sjever – skupina Zapad
- prvak: 2014./15., 2017./18.

## Pregled po sezonama
| sezona       | rang lige | liga                                              | poz.    | klubova u ligi | ut      | pob     | ner     | por     | gol+    | gol-    | bod     | napomene | izvori  |
| Spartak      | Spartak   | Spartak                                           | Spartak | Spartak        | Spartak | Spartak | Spartak | Spartak | Spartak | Spartak | Spartak | Spartak  | Spartak |
| ------------ | --------- | ------------------------------------------------- | ------- | -------------- | ------- | ------- | ------- | ------- | ------- | ------- | ------- | -------- | ------- |
| 2007./08.    | III.      | Srpska liga Vojvodina                             | 14.     | 16             | 30      | 8       | 9       | 13      | 33      | 55      | 33      |          | [ 2 ]   |
| 2008./09.    | III.      | Srpska liga Vojvodina                             | 14.     | 16             | 30      | 7       | 12      | 11      | 43      | 48      | 33      |          | [ 3 ]   |
| 2009./10.    | III.      | Srpska liga Vojvodina                             | 16.     | 16             | 30      | 4       | 1       | 25      | 22      | 75      | 13      |          | [ 4 ]   |
| 2010./11.    | IV.       | Vojvođanska liga Istok                            | 16.     | 16             | 30      | 3       | 2       | 25      | 27      | 113     | 10 (-1) |          | [ 5 ]   |
| 2011./12.    | V.        | PFL Pančevo                                       | 16.     | 16             | 30      | 5       | 4       | 21      | 25      | 94      | 18 (-1) |          | [ 6 ]   |
| 2012./13.    | VI.       | Druga Južnobanatska liga – Zapad                  | 5.      | 17 (18)        | 32      | 18      | 3       | 11      | 69      | 52      | 56 (-1) |          | [ 7 ]   |
| 2013./14.    | VI.       | Druga Južnobanatska liga – Zapad-sjever           | 6.      | 8              | 21      | 8       | 2       | 11      | 31      | 35      | 25 (-1) |          | [ 8 ]   |
|              |           |                                                   |         |                |         |         |         |         |         |         |         |          |         |
| Spartak 1911 |           |                                                   |         |                |         |         |         |         |         |         |         |          |         |
| 2014./15.    | VI.       | Druga Južnobanatska liga – Zapad – skupina Sjever | 1.      | 7              | 18      | 12      | 4       | 2       | 45      | 14      | 40      |          | [ 9 ]   |
| 2015./16.    | VI.       | Druga Južnobanatska liga – Zapad – skupina Sjever | 4.      | 9              | 16      | 9       | 4       | 3       | 45      | 20      | 31      |          | [ 10 ]  |
| 2016./17.    | VI.       | Druga Južnobanatska liga – Zapad – skupina Sjever | 2.      | 9              | 16      | 12      | 2       | 2       | 54      | 16      | 38      |          | [ 11 ]  |
| 2017./18.    | VI.       | Druga Južnobanatska liga – Zapad – skupina Sjever | 1.      | 10             | 18      | 17      | 1       | 0       | 53      | 14      | 52      |          | [ 12 ]  |

## Poveznice
- Mađari u Vojvodini
- (engl.) fkspartakdebeljaca.atspace.com, stranice kluba
- (srp.) fkspartakdebeljaca.atspace.com, stranice kluba
- srbijasport.net, FK Spartak Debeljača, profil kluba
- srbijasport.net, FK Spartak Debeljača, rezultati po sezonama
- soccerway.com, FK Spartak Debeljača
- transfermarkt.com, FK Spartak Debeljača
- fudbal91.com, FK Spartak Debeljača
- fspp.rs, Fudbalski savez Područja Pančevo, FK Spartak 1911 Debeljača
- fsgzrenjanin.com, Stare lige
- exyufudbal.in.rs, Tabele  Arhivirana inačica izvorne stranice od 8. svibnja 2018. (Wayback Machine)